# Delray Beach International Tennis Championships 2002
Il Delray Beach International Tennis Championships 2002 è stato un torneo di tennis giocato sul cemento.
È stata l'10ª edizione del Delray Beach International Tennis Championships, che fa parte della categoria International Series nell'ambito dell'ATP Tour 2002.
Si è giocato al Delray Beach Tennis Center di Delray Beach in Florida, dal 4 al 10 marzo 2002.

## Campioni

### Singolare
Davide Sanguinetti ha battuto in finale  Andy Roddick con il punteggio di 6–4, 4–6, 6–4

### Doppio
Martin Damm /  Cyril Suk hanno battuto in finale  David Adams /  Ben Ellwood con il punteggio di 6–4, 6–7 (5–7), 10-5 (Match Tie-Break)